# 智観寺
智観寺（ちかんじ）は、埼玉県飯能市にある真言宗豊山派の寺院である。山号は常寂山（じょうじゃくざん）。

## 歴史
陽成天皇の元慶年間（877年～885年）に中山丹治武信が創建したと伝えられている。永正年間（1504年～1521年）に朝覚上人によって中興された。その後火災や慶応4年（1868年）の飯能戦争で焼失したが、明治9年（1876年）再建された。
この寺にはかつて水戸徳川家に仕え、常陸松岡藩2万5,000石の大名となった中山信吉や中山氏の墓碑が多数ある。このほか埼玉県指定有形文化財の中山信吉木碑、智観寺板石塔婆などの考古資料などの文化財は宝物館に収められ、毎年10月最終日曜日に一般公開されている。
家光より代々御朱印を20石賜る。
高麗郡三十三所巡礼の第一札所。

## 文化財
- 本尊　木造不動明王及び両脇侍像：江戸時代
  - 中尊：寄木造、玉眼、古色
  - 両脇侍：寄木造、玉眼、彩色
- 中山信吉木碑（埼玉県指定有形文化財[2]）：木碑　ケヤキ材一材製、台座の亀趺は寄木造 撰文：儒学者林道春（後の林羅山）
- 中山信吉坐像：寄木造、玉眼、彩色
- 鶴型燭台：鋳銅製、木製台座
- 智観寺板石塔婆3基（埼玉県指定有形文化財[3]）：鎌倉時代 仁治二年（1241）銘、仁治三年（1242）銘、永仁六年（1298）銘
- 絹本着色仏涅槃図（埼玉県指定有形文化財[4]）：　鎌倉時代、掛幅装、絹竪地一幅、着彩、一部截金
- 木造薬師如来坐像：鎌倉時代― ヒノキ材割矧造、彫眼、漆箔（後補）
- 木造宝冠釈迦如来坐像：江戸時代― 寄木造、玉眼、漆箔
- 中山信吉墓（埼玉県指定史跡[5]）：江戸時代 石造